# 徐古街道
徐古街道是中华人民共和国湖北省武汉市新洲区下辖的一个街道办事处。位于武汉市新洲区东北，辖32行政村，人口42175人。是湖北省100个重点贫困乡镇，27個革命老區之一。武漢市最高峰將軍山（海拔675米）位於該鎮境內。該鎮支柱產業為蘑菇種植業。
2015年5月7日，湖北省民政厅批复同意撤销徐古镇，设立徐古街道办事处。

## 行政区划
徐古街道下辖以下村级行政区划单位：
徐古社区、周岩村、茅岗村、马岗村、刘二村、万岗村、乌钵窑村、张湾村、曹兴寨村、大和村、谢元村、谢店村、许易村、周山村、富山村、成兴寨村、周湾村、桃花寨村、雷桃术村、扁担山村、孙咀村、桃花岗村、克昌湾村、沙河村、胡畈村、龙岩村、周铁河村、大屋冲村、柳河村、琵琶垴村、将军山村、长岗山村和徐古村。